# Aulacaspis mesuarum
Aulacaspis mesuarum är en insektsart som beskrevs av Sadao Takagi 1999. Aulacaspis mesuarum ingår i släktet Aulacaspis och familjen pansarsköldlöss. Inga underarter finns listade i Catalogue of Life.